# Epipristis oxycyma
Epipristis oxycyma là một loài bướm đêm trong họ Geometridae.